# 1000-km-Rennen auf dem Nürburgring 1982

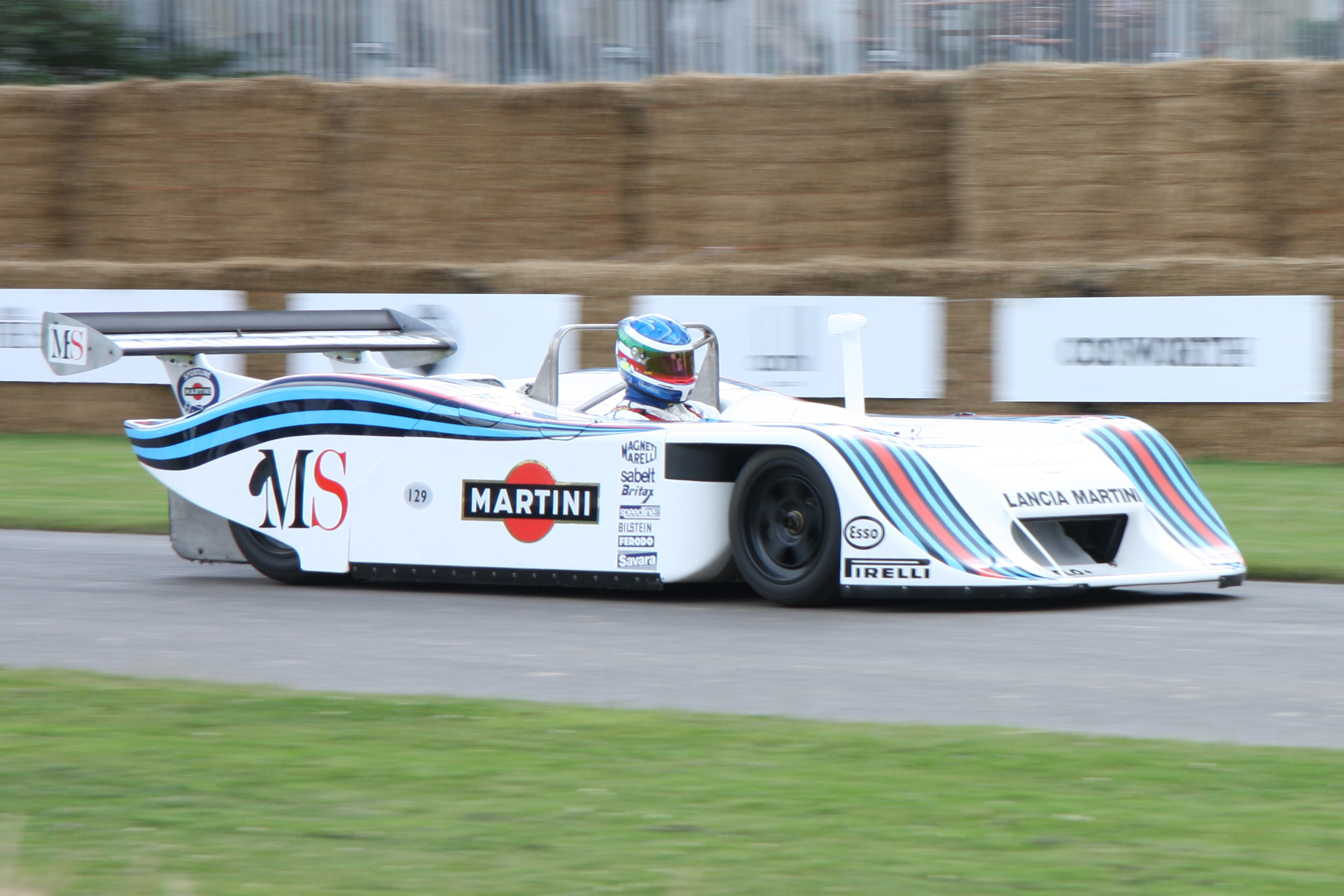
Der Lancia LC1 des Lancia-Werksteams siegte beim Rennen auf dem Nürburgring

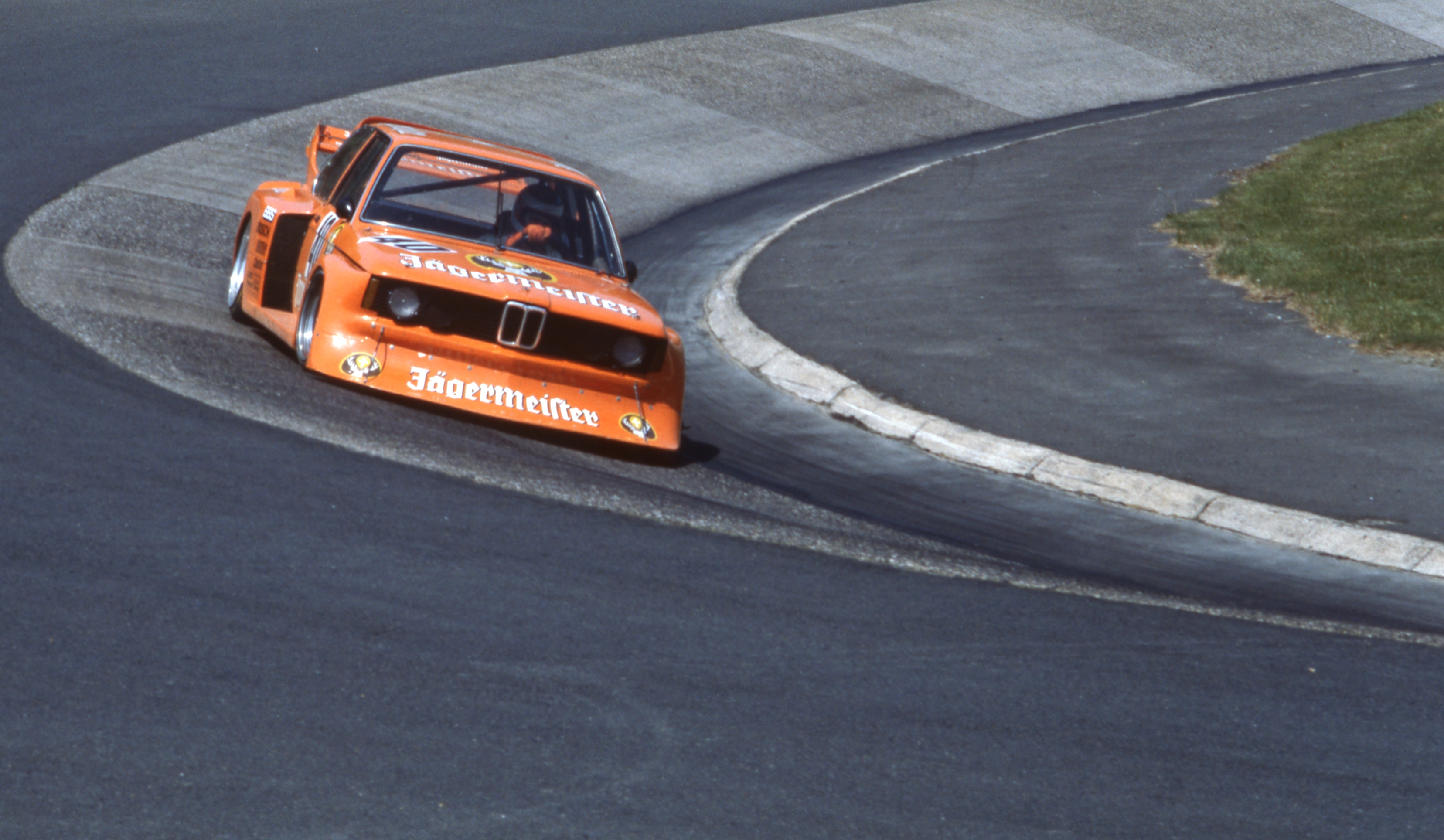
Der BMW 320i von Mario Ketterer, Anton Fischhaber und Eckhard Schimpf im Caracciola-Karussell

Das 28.  1000-km-Rennen auf dem Nürburgring, auch XXVIII. ADAC 1000km Rennen Marken Weltmeisterschaft, Nürburgring Nordschleife Pfingsten, fand am 30. Mai 1982 auf der Nordschleife des Nürburgrings statt und war der dritte Wertungslauf der Sportwagen-Weltmeisterschaft dieses Jahres.

## Das Rennen
Zum dritten Mal in der Saison gingen die diversen Sportwagenteams im Mai 1982 bei einem Rennen der Sportwagen-Weltmeisterschaft an den Start. Das erste Rennen des Jahres, das 1000-km-Rennen von Monza hatte mit dem Gesamtsieg von Henri Pescarolo und Giorgio Francia auf einem Rondeau M382 geendet. Beim 6-Stunden-Rennen von Silverstone siegten Michele Alboreto und Riccardo Patrese für Lancia. Auch auf der Nordschleife des Nürburgrings siegten die beiden, unterstützt vom Landsmann Teo Fabi. Ungewöhnlich war der Start von Jürgen Lässig, der im Rennen mit dem BMW M1 und einem Porsche 935, zwei unterschiedliche Fahrzeuge fuhr.

## Ergebnisse

### Schlussklassement
| 1                  | Gruppe 6 | 50  | Martini Racing                     | Michele Alboreto Teo Fabi Riccardo Patrese             | Lancia LC1              | 44 |
| 2                  | C        | 24  | Automobiles Jean Rondeau           | Henri Pescarolo Rolf Stommelen                         | Rondeau M382C           | 43 |
| 3                  | Gruppe 5 | 33  | Enzo Calderari                     | Helmut Kelleners Enzo Calderari Umberto Grano          | BMW M1                  | 43 |
| 4                  | Gruppe 5 | 40  | GS Tuning                          | Mario Ketterer Anton Fischhaber Eckhard Schimpf        | BMW 320i                | 39 |
| 5                  | IMSA GTO | 58  | GTi Engineering                    | Richard Lloyd Tony Dron Hans Volker                    | Porsche 924 Carrera GTR | 39 |
| 6                  | IMSA GTU | 71  | Heinz Becker                       | Armin Hahne Ed Cantrell                                | Mazda RX-7              | 39 |
| 7                  | GT       | 52  | Jens Winther                       | Jens Winther Lars-Viggo Jensen                         | BMW M1                  | 38 |
| 8                  | GT       | 61  | Lothar Mich                        | Karl-Heinz Schäfer Karl-Heinz Gürthler                 | Opel Ascona 400         | 38 |
| 9                  | B        | 38  | Millerbräu Team                    | Fritz Müller Georg Memminger                           | Porsche 930             | 36 |
| 10                 | T        | 73  | Bergisch Gladbach Renngemeinschaft | Michael Martini Hans Weissgerber Jürgen Möhle          | BMW 535i                | 36 |
| 11                 | T        | 98  | Brauneiser Renntechnik             | Franz-Joseph Bröhling Axel Felder                      | Ford Escort RS 2000     | 36 |
| 12                 | T        | 113 | Sieglar Renngemeinschaft           | Norbert Hoffman Hermann-Josef Nett                     | Audi 80                 | 36 |
| 13                 | T        | 95  | Eichberg Racing                    | Peter Feldin Günther Bochem Wilfried Oetelshoven       | Ford Escort RS 2000     | 36 |
| 14                 | T        | 122 | Manfred Mohr                       | Jürgen Zehra Frank Meyer                               | Alfa Romeo Alfetta      | 35 |
| 15                 | T        | 101 | HWRT Auto Tuning                   | Manfred Burkhard Norbert Brenner Wilhelm Kern          | Ford Escort             | 35 |
| 16                 | Gruppe 5 | 31  | Castrol Denmark                    | Jürgen Poulsen David Hansen                            | Porsche 935K3           | 35 |
| 17                 | T        | 109 | Brauneiser Renntechnik             | Joachim Schneefeldt Olaf Manthey Joachim Utsch         | Ford Escort             | 35 |
| 18                 | T        | 103 | Lothar Mich                        | Friedrich Schuette Altfrid Heger Karl-Heinz Schäfer    | Opel Kadett             | 34 |
| 19                 | ser GT   | 82  | Jürgen Kannacher                   | Matthias Lörper Franz-Richard Friebel Karl-Josef Römer | Porsche 930             | 31 |
| 20                 | C        | 7   | Ford Werke AG                      | Klaus Ludwig Manfred Winkelhock                        | Ford C100               | 31 |
| 21                 | Gruppe 6 | 45  | Dorset Racing Associates           | Roy Baker François Duret Nick Faure                    | Lola T298               | 31 |
| 22                 | GT       | 60  | Mantzel/Kissling                   | Wolfgang Offermann Christoph Esser                     | Opel Ascona 400         | 30 |
| 23                 | ser GT   | 81  | Jürgen Kannacher                   | Klaus Drees Horst Hoier                                | Porsche 930             | 37 |
| Nicht klassiert    |          |     |                                    |                                                        |                         |    |
| 24                 | Gruppe 6 | 46  | David Mercer                       | David Mercer Mike Chittenden                           | Vogue SP2               | 27 |
| 25                 | T        | 93  | Essen-Werdener Automobil Club      | Friedrich Burgmann Harald ten Eicken Arthur Deutgen    | BMW 320i                | 22 |
| Ausgefallen        |          |     |                                    |                                                        |                         |    |
| 26                 | T        | 94  | Constructa Racing                  | Herbert Kummle Karl Mauer                              | Ford Escort RS 2000     | 21 |
| 27                 | T        | 99  | Brauneiser Renntechnik             | Peter Faubel Jochen Felber Heinz Gilges                | Ford Escort RS 2000     | 21 |
| 28                 | T        | 119 |                                    | Rudolf Dötsch Bodo Jähn Hans Ruch                      | Ford Escort RS 2000     | 20 |
| 29                 | C        | 4   | Joest Racing                       | Bob Wollek Philippe Martin Jean-Michel Martin          | Porsche 936C            | 19 |
| 30                 | T        | 90  | Jägermeister                       | Rick Köhler Klaus Böhm Jörg Denzel                     | BMW 320i                | 19 |
| 31                 | T        | 110 |                                    | Herbert Asselbron Wolfgang Boller Wolfgang Braun       | Ford Escort             | 18 |
| 32                 | GT       | 66  | Formel Rennsport Club Zürich       | Edi Kofel Peter Zbinden Mario Vanoli                   | Porsche 924 Carrera GTR | 17 |
| 33                 | C        | 16  | Lola Cars Ltd.                     | Rupert Keegan Guy Edwards                              | Lola T610               | 15 |
| 34                 | T        | 100 | HWRT Auto Racing                   | Gunter Barmüller Andreas Schall Dieter Selzer          | Ford Escort RS          | 15 |
| 35                 | Gruppe 5 | 63  | Scuderia Vesuvio                   | Joe Castellano Gianni Giudici                          | Lancia Beta Montecarlo  | 13 |
| 36                 | Gruppe 5 | 36  | Claude Haldi                       | Claude Haldi Bernard Béguin Harald Grohs               | Porsche 935K3           | 12 |
| 37                 | GT       | 53  | Obermaier Racing                   | Hermann-Peter Duge Kurt König Jürgen Lässig            | BMW M1                  | 11 |
| 38                 | T        | 76  | Mendener Automobil Sport           | Walter Löffler Herbert Hechtler Günter Filthaut        | Opel Monza              | 10 |
| 39                 | T        | 96  | Eichberg Racing                    | Hartmut Bauer Hanno Schumacher Frank Ossenberg         | Ford Escort RS 2000     | 8  |
| 40                 | C        | 20  | GS Tuning                          | Hans-Joachim Stuck Hans Heyer                          | Sauber SHS C6           | 4  |
| 41                 | T        | 79  | Eichberg Racing                    | Dieter Gartmann Wolf-Dieter Feuerlein                  | Ford Capri              | 4  |
| 42                 | Gruppe 5 | 32  | Charles Ivy Racing                 | John Cooper Paul Smith                                 | Porsche 935K3           | 3  |
| 43                 | Gruppe 6 | 48  | Roland Binder                      | Roland Binder Rolf Götz                                | Lola T296               | 3  |
| 44                 | Gruppe 6 | 51T | Martini Racing                     | Piercarlo Ghinzani Riccardo Patrese                    | Lancia LC1              | 3  |
| 45                 | T        | 92  | Mendener Automobil Sport           | Peter Schumacher Karl Helmich                          | BMW 320i                | 2  |
| 46                 | C        | 9   | WM Secateva                        | Michel Pignard Roger Dorchy Jean-Daniel Raulet         | WM P82                  | 1  |
| 47                 | C        | 21  | Courage Compétition                | Patrick Gaillard Yves Courage Jean-Philippe Grand      | Cougar C01              | 1  |
| 48                 | Gruppe 5 | 34  | Weralit Racing                     | Edgar Dören Jürgen Lässig Hermann-Peter Duge           | Porsche 935K3           | 1  |
| 49                 | Gruppe 6 | 56  | Scuderia Mirabella                 | Giorgio Francia Diulio Truffo                          | Osella PA9              | 1  |
| 50                 | C        | 22  | Jürgen Kannacher                   | Harald Grohs Jürgen Hamelmann Helmut Gall              | URD C81                 | 1  |
| 51                 | T        | 91  | Bergisch Gladbach Renngemeinschaft | Jürgen Möhle Hans Weissgerber                          | BMW 320i                | 1  |
| Nicht gestartet    |          |     |                                    |                                                        |                         |    |
| 52                 | Gruppe 5 | 64  | Scuderia Vesuvio                   | Gianni Giudici Joe Castellano                          | Lancia Beta Montecarlo  | 1  |
| 53                 | T        | 72  | Rhein-Ruhr Racing                  | Dieter Hegels Peter Ernst                              | BMW 323i                | 2  |
| 54                 | T        | 121 | Krautol Farben                     | Martin Wagenstätter Kurt Hild                          | BMW 320i                | 3  |
| 55                 | Gruppe 6 | 51  | Martini Racing                     | Piercarlo Ghinzani Riccardo Patrese                    | Lancia LC1              | 4  |
| Nicht qualifiziert |          |     |                                    |                                                        |                         |    |
| 56                 | T        | 83  | Charles Geeraerts                  | Charles Geeraerts Jacques Berenger                     | BMW 323i                |    |
| 57                 | T        | 97  | Brauneiser Racing                  | Axel Felder Franz-Joseph Bröhling                      | Ford Escort 2000 RS     |    |
| 58                 | T        | 102 | Mantzel/Kissling                   | Jörg Helmig Christoph Esser Wolfgang Offermann         | Opel Ascona B           |    |
| 59                 | T        | 104 | Lothar Mich                        | Josef Duda Rudolf Duda Helmut Titz                     | Opel Kadett             |    |
| 60                 | T        | 105 | Lothar Mich                        | Wolfgang Holzen Rainer Müller                          | Opel Ascona             |    |
| 61                 | T        | 106 | Bergisch Gladbach Renngemeinschaft | Max Janitschek Rudolf Beck Jürgen Möhle                | Opel Kadett GTE         |    |
| 62                 | T        | 107 | Sportfahrer Gemeinschaft           | Klaus Müller Gunnar Toerkel Christoph Baehr            | Opel Kadett             |    |
| 63                 | T        | 108 | Monheim Automobil Club             | Wolfgang Kauft Mathias Felser Klaus Pfeiffer           | Opel Kadett C           |    |
| 64                 | T        | 111 | Karl-Ernst Brune                   | Wolfgang Balzac Karl-Ernst Brune Gerhard Hennmann      | Alfa Romeo Alfetta GTAm |    |
| 65                 | T        | 112 | Peter Langenbach                   | Peter Langenbach Herbert Schmitz Bernd Denter          | Audi 80                 |    |
| 66                 | T        | 114 |                                    | Konrad Lammers Rolf Schlieper Ulli Richter             | VW Golf GTI             |    |
| 67                 | T        | 115 | 700 ADAC                           | Susan Alfred Dieter Busse                              | VW Golf GTI             |    |
| 68                 | T        | 116 |                                    | Klausen Bielenberg Thomas Darius                       | BMW 1600                |    |
| 69                 | T        | 117 | Mayen Automobil Club               | Kurt Hens Peter Biewald Peter Stern                    | BMW 1600                |    |
| 70                 | T        | 118 | Sieglar Renngemeinschaft           | Jochen Schramm Alexander Nickisch Norbert Bormann      | VW Scirocco             |    |
| 71                 | T        | 120 | Mendener Automobil Sport           | Jörg Helmig                                            | Opel Kadett             |    |

1 nicht gestartet
2 nicht gestartet
3 nicht gestartet
4 Unfall im Training

### Nur in der Meldeliste
Hier finden sich Teams, Fahrer und Fahrzeuge, die ursprünglich für das Rennen gemeldet waren, aber aus den unterschiedlichsten Gründen daran nicht teilnahmen.
| Pos. | Klasse   | Nr. | Team                        | Fahrer                                           | Chassis              |
| ---- | -------- | --- | --------------------------- | ------------------------------------------------ | -------------------- |
| 72   | Gruppe 5 |     | Kremer Racing               | Harald Grohs Rolf Stommelen Vern Schuppan        | Porsche 935/80       |
| 73   | C        | 19  | GS Tuning                   | Walter Brun Siegfried Müller junior              | Sauber SHS C6        |
| 74   | Gruppe 5 | 35  | Preston Henn                | Preston Henn                                     | Porsche 935K3        |
| 75   | C        | 38  | Ian Dawson                  | Emilio de Villota David Hobbs                    | Grid S1              |
| 76   | B        | 39  |                             | Peter Valder Paul Strohe                         | Mitsubishi Lancer    |
| 77   | Gruppe 5 | 41  | Ark Racing                  | Max Payner Chris Ashmore                         | Lotus Elan           |
| 78   | Gruppe 6 | 44  | Escolette                   | Mario Bensuglio Gabriele Ciuti                   | Osella PA7           |
| 79   | Gruppe 6 | 47  |                             | Rolf Lamberty Bernd Becker Harald Link           | Chevron B21/31       |
| 80   | Gruppe 5 | 49  | Kenneth Leim                | Kenneth Leim Kurt Simonsen                       | BMW 320i             |
| 81   | GT       | 54  | Tony Garcia                 | Tony Garcia Fred Stiff Albert Naon               | BMW M1               |
| 82   | Gruppe 6 | 57  | Jolly Club                  | Martino Finotto Carlo Facetti                    | Osella PA9           |
| 83   | GT       | 59  | Mantzel/Kissling            | Helmut Hennes Manfred Wollgarten                 | Opel Ascona 400      |
| 84   | Gruppe 6 | 62  | Rummel Mineralölspeditionen | Lothar Wagner Dieter Riegl                       | Lola                 |
| 85   | GT       | 64  |                             | Peter Reuter                                     | Porsche 930          |
| 86   | IMSA GTU | 70  | Mazdaspeed                  | Tom Walkinshaw Yōjirō Terada Peter Lovett        | Mazda RX-7           |
| 87   | T        | 74  | Ludwig Nett                 | Ludwig Nett Karl-Heinz Hauwarth Fred Schamong    | Talbot Sunbeam       |
| 88   | T        | 75  | Gilden Kölsch               | Herbert Herler Helmut Döring                     | Opel Monza           |
| 89   | T        | 77  | Haribo Racing               | Rudolf Dötsch Hanno Schumacher                   | Ford Capri 3.0       |
| 90   | T        | 78  | HWRT Auto Racing            | Norbert Brenner                                  | Ford Capri           |
| 91   | T        | 80  | Leba Hartpapier             | Bert Baustian Hans-Winand Claassen Manfred Trint | Mercedes-Benz 280 CE |

### Klassensieger
| Klasse   | Fahrer           | Fahrer                | Fahrer           | Fahrzeug                | Platzierung im Gesamtklassement |
| -------- | ---------------- | --------------------- | ---------------- | ----------------------- | ------------------------------- |
| Gruppe C | Henri Pescarolo  | Rolf Stommelen        |                  | Rondeau M382C           | Rang 2                          |
| Gruppe B | Fritz Müller     | Georg Memminger       |                  | Porsche 930             | Rang 9                          |
| Gruppe 6 | Michele Alboreto | Teo Fabi              | Riccardo Patrese | Lancia LC1              | Gesamtsieg                      |
| Gruppe 5 | Helmut Kelleners | Enzo Calderari        | Umberto Grano    | BMW M1                  | Rang 3                          |
| GT       | Jens Winther     | Lars-Viggo Jensen     |                  | BMW M1                  | Rang 7                          |
| ser GT   | Matthias Lörper  | Franz-Richard Friebel | Karl-Josef Römer | Porsche 930             | Rang 19                         |
| T        | Michael Martini  | Hans Weissgerber      | Jürgen Möhle     | BMW 535i                | Rang 10                         |
| IMSA GTO | Richard Lloyd    | Tony Dron             | Hans Volker      | Porsche 924 Carrera GTR | Rang 5                          |
| IMSA GTU | Armin Hahne      | Heinz Becker          |                  | Mazda RX-7              | Rang 6                          |

### Renndaten
- Gemeldet: 91
- Gestartet: 51
- Gewertet: 23
- Rennklassen: 9
- Zuschauer: unbekannt
- Wetter am Renntag: warm und trocken
- Streckenlänge: 22,835 km
- Fahrzeit des Siegerteams: 5:54:10,830 Stunden
- Gesamtrunden des Siegerteams: 44
- Gesamtdistanz des Siegerteams: 1004,740 km
- Siegerschnitt: 170,208 km/h
- Pole Position: Klaus Ludwig – Ford C100 (#7) – 7:16,570 = 188,300 km/h
- Schnellste Rennrunde: Manfred Winkelhock – Ford C100 (#7) – 7:23,870 = 185,190 km/h
- Rennserie: 3. Lauf zur Sportwagen-Weltmeisterschaft 1982